# Od zmierzchu do świtu (ścieżka dźwiękowa)
From Dusk till Dawn: Music from the Motion Picture – ścieżka dźwiękowa do filmu (horroru) „Od zmierzchu do świtu” wylansowana przez reżysera filmu - Roberta Rodrigueza i scenarzystę - Quentina Tarantino.
Ścieżka dźwiękowa w albumie oparta jest głównie na muzyce rockowej i bluesie teksańskim, zaś wykonawcy piosenek to m.in. ZZ Top, Stevie Ray Vaughan, Jimmie Vaughan oraz Tito & Tarantula (rock latynoski), którzy wystąpili gościnnie w filmie jako zespół grający w barze Titty Twister. W tworzeniu ścieżki dźwiękowej brał udział również Graeme Revell. 

## Lista utworów
1. "Everybody Be Cool" – 0:04
  - George Clooney (jako Seth Gecko)
2. "Dark Night" (Dave Alvin) – 3:48
  - The Blasters
3. "Mexican Blackbird " (Billy Gibbons, Dusty Hill, Frank Beard) – 3:03
  - ZZ Top
4. "Texas Funeral" (David Vaught) – 2:32
  - Jon Wayne
5. "Foolish Heart" (Raul Hain i Evan York) – 3:32
  - The Mavericks
6. "Would You Do Me a Favor?" – 0:11
  - Juliette Lewis i Quentin Tarantino (jako Kate Fuller i Richie Gecko)
7. "Dengue Woman Blues" (Jimmie Vaughan) – 6:23
  - Jimmie Vaughan
8. "Torquay" (George Tomasco) – 2:41
  - The Leftovers
9. "She's Just Killing Me" (Billy Gibbons, Dusty Hill, Frank Beard) – 4:55
  - ZZ Top
10. "Chet's Speech" – 0:42
  - Cheech Marin (jako Chet Pussy)
11. "Angry Cockroaches (Cucarachas Enojadas)" (Tito Larriva i Peter Atanasoff) – 5:14
  - Tito & Tarantula
12. "Mary Had a Little Lamb" (Buddy Guy) – 4:15
  - Stevie Ray Vaughan i Double Trouble
13. "After Dark" (Tito Larriva i Steven Hufsteter) – 4:11
  - Tito & Tarantula
14. "Willie the Wimp (And His Cadillac Coffin)" (Bill Carter i Ruth Ellsworth) – 4:34
  - Stevie Ray Vaughan i Double Trouble
15. "Kill the Band" – 0:05
  - Tom Savini (jako Sex Maszyna)
16. "Mexican Standoff" (Graeme Revell) – 0:49
17. "Sex Machine Attacks" (Graeme Revell) – 1:22